# Pompeu Fabra i Poch

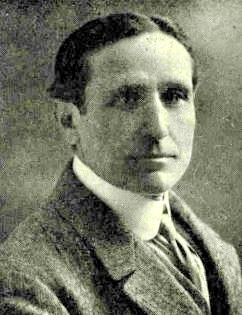
Pompeu Fabra i Poch (1917)

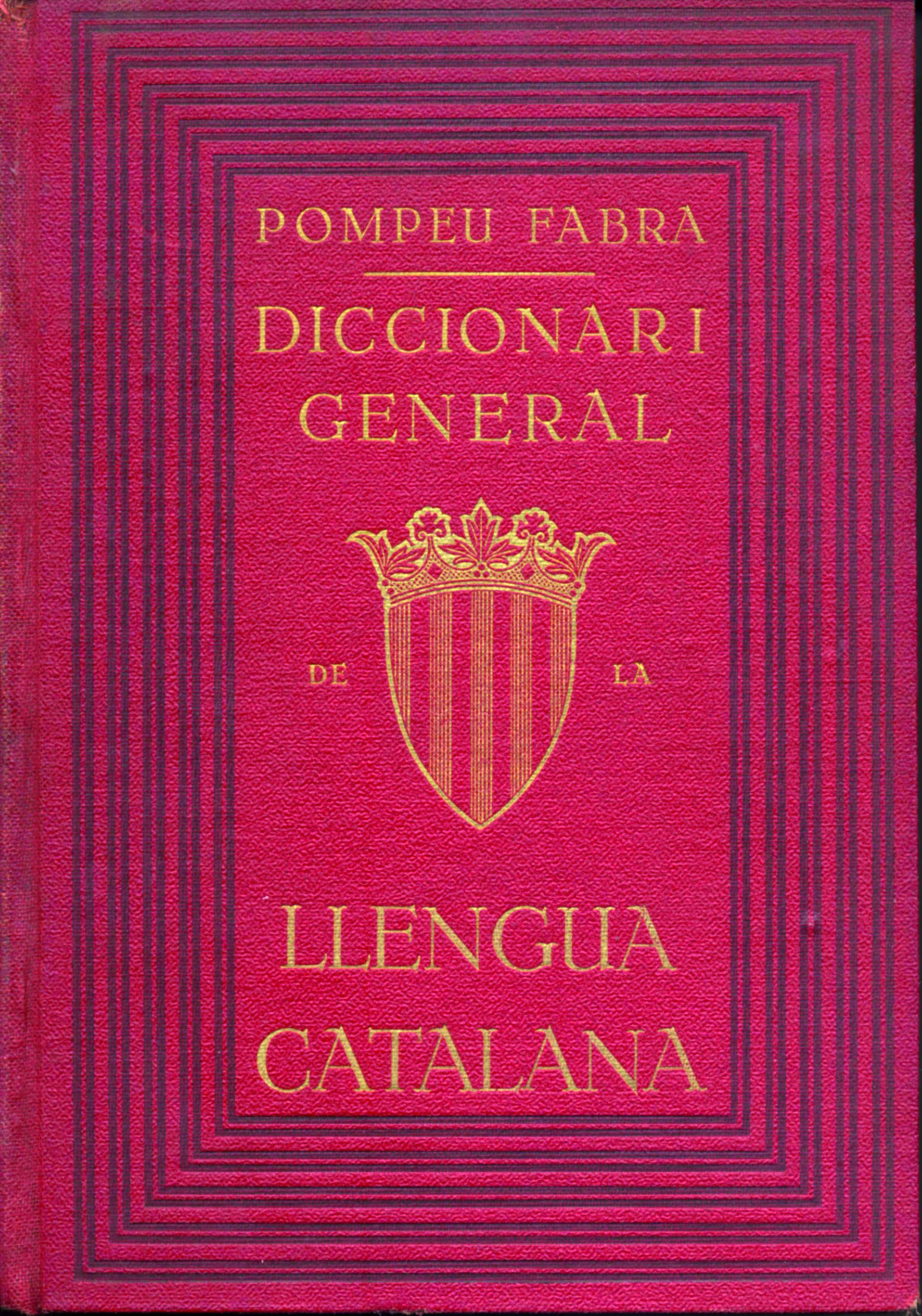
Cover des Diccionari General de la Llengua Catalana von 1932

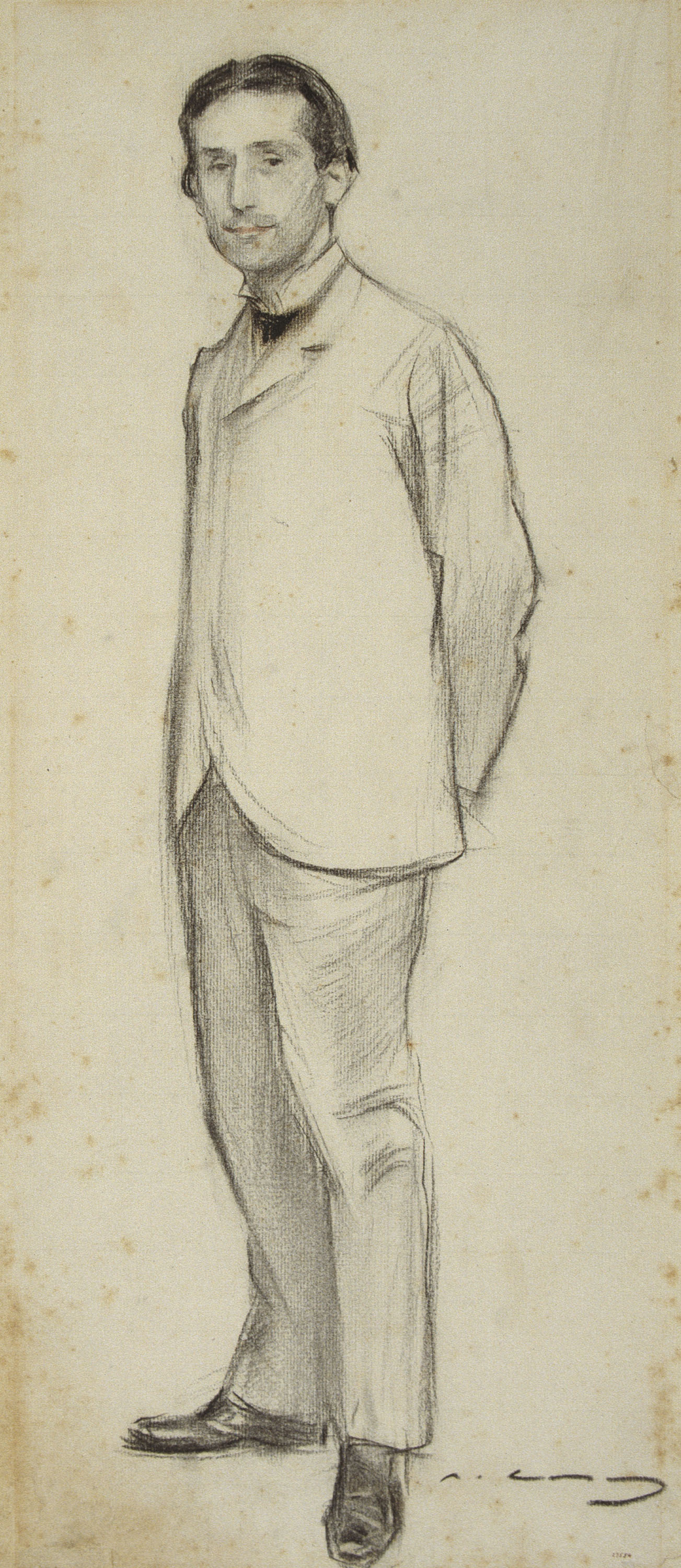
Pompeu Fabra i Poch, dargestellt von Ramon Casas (MNAC)

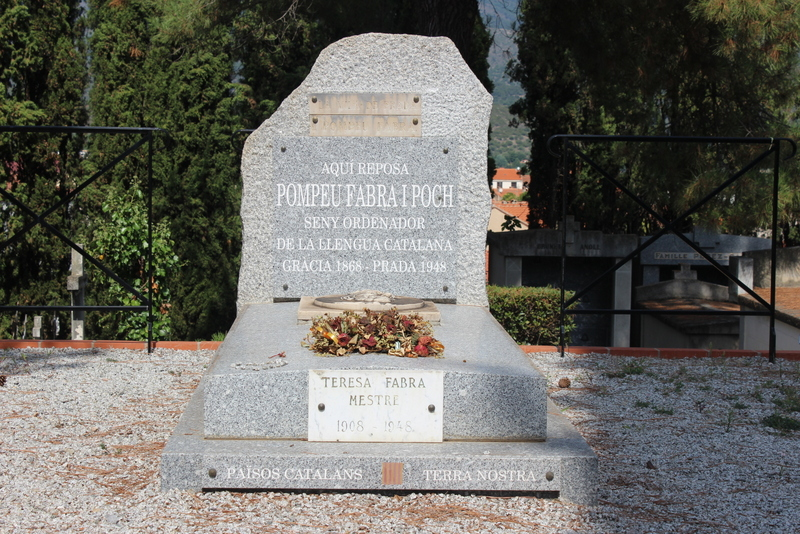
Das Grab von Pompeu Fabra i Poch in Prades

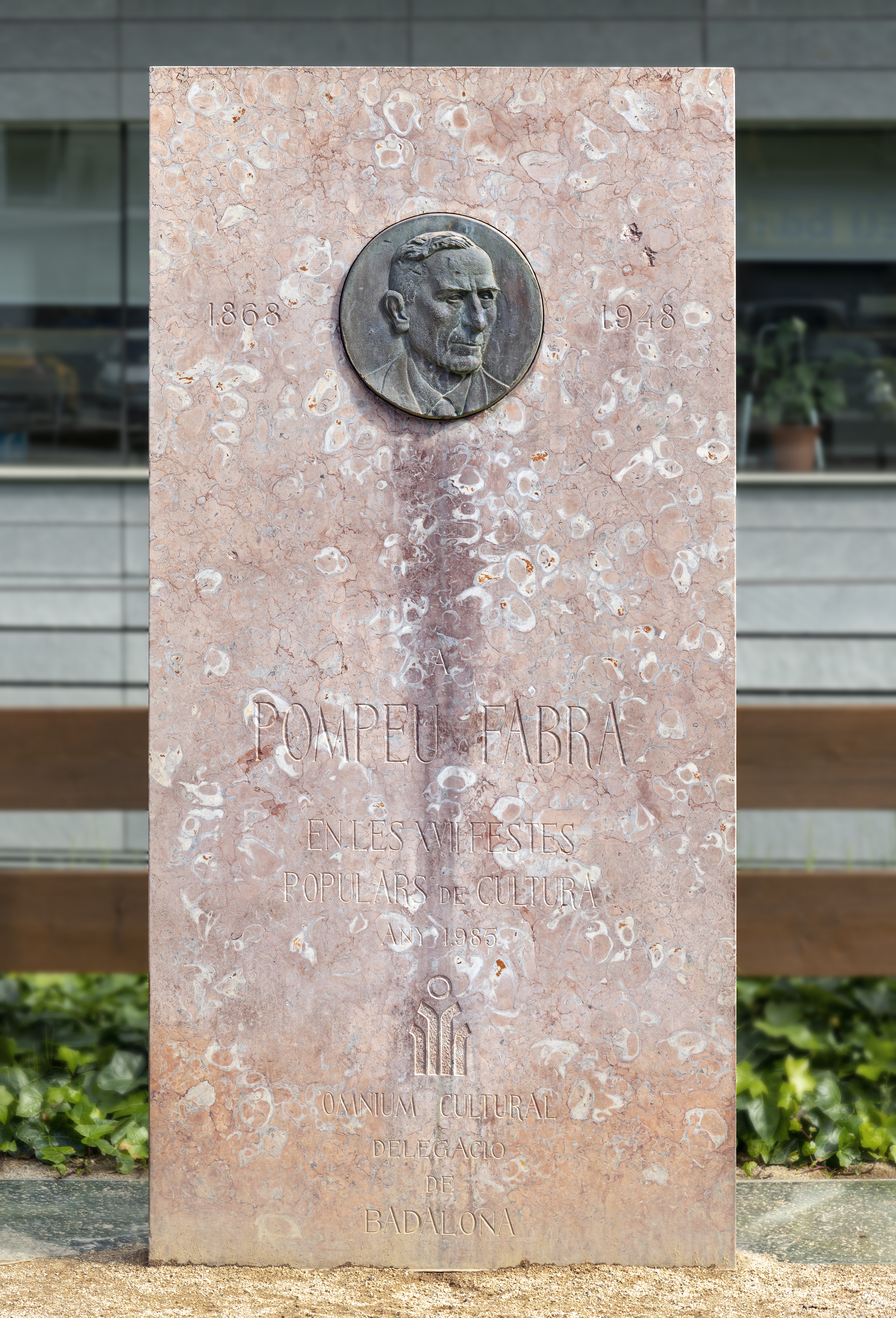
Monument für Pompeu Fabra i Poch in Badalona

Pompeu Fabra i Poch (* 20. Februar 1868 in Gràcia, (heute Stadtbezirk von Barcelona); † 25. Dezember 1948 in Prades, Frankreich) war ein katalanischer Philologe. Er gilt als der „Vater“ der linguistischen Normen der katalanischen Sprache.

## Leben
Pompeu Fabra i Poch studierte an der Universität Barcelona. Von Beruf war er Industrieingenieur, entwickelte jedoch schon sehr früh ein großes Interesse an seiner Heimatsprache. Über die Zeitschrift L’Avenç startete er 1890–91 eine Kampagne zur Reform der katalanischen Orthografie. 1904 veröffentlichte mit Jaume Massó (1863–1943) und Joaquim Casas (1858–1943) ein Traktat zur katalanischen Rechtschreibung. Sehr aktiv war er auch beim ersten internationalen Kongress zur katalanischen Sprache (1906).
1912 veröffentlichte er auf Spanisch ein bis heute verwendetes Standardwerk: Gramática de la lengua catalana (Grammatik der katalanischen Sprache). Das Institut d’Estudis Catalans erklärte 1913 die in Pompeu Fabras Buch enthaltenen grammatischen Normen zum Standard, 1918 erschien ein eigenes Buch des Instituts unter Fabras Aufsicht. Später wurde dieser auch Vorsitzender des Instituts. 1917 erschien dort das Wörterbuch zur katalanischen Rechtschreibung.
Sein wahrscheinlich aber größtes und bekanntestes Werk war das 1932 veröffentlichte Diccionari General de la Llengua Catalana (Allgemeines Wörterbuch der katalanischen Sprache). Im selben Jahr wurde er ohne Gegenstimme zum Lehrstuhlinhaber an die Autonome Universität Barcelona berufen.
1934 wurde er nach politischen Spannungen inhaftiert, was ihn in Katalonien allerdings nur noch berühmter machte. Am Ende des Spanischen Bürgerkriegs (1936–39) verließ er sein Land ins Exil nach Frankreich, wo er bis zu seinem Tode lebte. Sein Grab in Cuixà in der Nähe von Prada (frz. Prades) im französischen Norden Kataloniens wird bis heute jedes Jahr von tausenden Katalanen besucht.
Die 1990 durch katalanischen Parlamentsbeschluss gegründete Universität Pompeu Fabra in Barcelona wurde nach ihm benannt. Ein großer Platz in Barcelona trägt ebenfalls seinen Namen.

### Kindheit
Pompeu Fabra wurde am 20. Februar 1868 in der Straße Carrer de la Mare de Déu de la Salut 32 mitten im barcelonesischen Stadtteil Gràcia geboren. Viele Jahre später lebte er in der Straße Carrer Gran de Gràcia, die eine der wichtigen Straßen von Gràcia ist. Seine Eltern waren Josep Fabra Roca und Carolina Poch i Martí. Er hatte 12 ältere Geschwister, von denen zehn starben und nur zwei seiner Schwestern überlebten. Als er fünf Jahre alt war, wurde die Erste Spanische Republik ausgerufen. Sein Vater war Republikaner und wurde deshalb als Bürgermeister gewählt. Als er sechs Jahre alt war, zogen er und seine Familie nach Barcelona, jedoch erinnerte er sich immer an seinen Ursprung in Gràcia.

### Fruchtbare und umstrittene Anfänge
Fabra begann ein Studium des Wirtschaftsingenieurwesens, jedoch wurde daraus ein autodidaktisches Studium der Philologie. Im Jahr 1891 veröffentlichte der Verlag L’Avenç sein Essay über die moderne katalanische Grammatik, in dem zum ersten Mal versucht wird, die Sprache mit wissenschaftlichen Methoden phonetisch akkurat zu transkribieren. Zusammen mit Joaquim Casas Carbó, Jaume Massó und Torrents Fabra unternahm er die zweite Sprachkampagne jener Zeitschrift. Dies führte zu Kontroversen, da sie einen wissenschaftlichen Versuch der Systematisierung unternahmen, was die Basis für eine zukünftige Normalisierung der Sprache lieferte. Im Jahr 1902 gewann er durch Opposition den Lehrstuhl für Chemie an einer bilbaoischen Ingenieurschule, in welcher er bis 1912 ohne Unterbrechung lebte. Trotz der Entfernung zu Katalonien, intensivierte er sein Engagement für die Philologie. Als er im selben Jahr in seine Heimat zurückkehrte, zog er in das damalige maritime Dorf Badalona. Dort hatte er das Vergnügen, fernab von den großen Städten zu leben, was besonders gut für Teresa, seine mittlere Tochter, war, da Ärzte ihr wegen ihres schlechten Gesundheitszustands Luft- und Seebäder verordnet hatten. Pompeu Fabra verweilte dort von 1912 bis 1939 dort, bis er ins Exil ging.
1906 nahm er an einem internationalen Kongress zur katalanischen Rechtschreibung (I Congrés Internacional de la Llengua Catalana) teil. Sein intellektuelles Ansehen wurde so groß, dass Prat de la Riba ihn zum Leiter eines Projekts der sprachlichen Normalisierung des Katalanischen berief. Danach kehrte er nach Katalonien zurück, wurde zum Gründer der Philologischen Sektion der IEC (Institut d’Estudis Catalans) ernannt und hatte einen Lehrstuhl für die Estudis Universitaris Catalans.
1912 veröffentlichte Fabra eine Grammatik der katalanischen Sprache, jedoch wurde diese Grammatik in Spanisch verfasst. Ein Jahr später veröffentlichte er die orthographischen Normen (Normes ortogràfiques), die eine große, umstrittene Rechtschreibreform des Instituts für katalanische Studien beinhaltete, was zu einer aufgeheizten öffentlichen Stimmung führte.
Einer seiner grundlegenden Punkte der Orthografie war die Verfechtung der Aussprache von Dialekten und die Etymologie der Wörter. Letztlich ergänzte das Rechtschreibwörterbuch (1917) die Regeln von 1913.

### Eine effektive Meisterschaft
Mit der Veröffentlichung der katalanischen Grammatik, die sowohl in der Praxis als auch im offiziellen Gebrauch angenommen wurde, wurde ab 1918 eine Grundlage geschaffen, die 1931 mit der Veröffentlichung des Allgemeinen Wörterbuchs der katalanischen Sprache erweitert wurde.
Im gleichen Jahr wurde der allgemeine katalanische Grammatikkurs, der speziell für die Schule entworfen wurde, 1968 mit dem Titel Einführung in die katalanische Grammatik erneut unterrichtet. Die philologischen Gespräche (1924) gingen aus dem Bestreben hervor, ihre sprachlichen Reflexionen zu verbreiten. Es sind relativ kurze Artikel, die sehr häufige idiomatische Zweifel aufwerfen und lösen. Im folgenden Jahr veröffentlichte er Les principals faltes de gramàtica (“Die Hauptfehler in der Grammatik”). Im Jahr 1925 begann er, bei der Abteilung für öffentliche Bildung und bildende Kunst der Diputació de Barcelona zu arbeiten.

### Die Konsolidierung einer Aufgabe
1932 trat Fabra aufgrund seines Ansehens direkt dem Lehrstuhl für katalanische Sprache der Universität von Barcelona bei. Mit ihm wurde die katalanische Sprache zum ersten Mal in der Geschichte der Universität offiziell eingeführt. Im Jahr 1933 wurde er Präsident der neu gegründeten Autonomen Universität Kataloniens. Das bereits erwähnte Wörterbuch von 1932, das allgemein als „Fabra-Wörterbuch“ oder „Pompeu“ bekannt ist, wurde als Skizze eines zukünftigen offiziellen Wörterbuchs des Institut d'Estudis Catalans konzipiert. Die Kriterien für die Erstellung des Wörterbuchs lassen sich wie folgt zusammenfassen:
1. Ausschluss von Archaismen und Dialektalismen aus stärker eingeschränkten Gebieten.
2. Prognose, um Wörter zu beseitigen, die mit der Zeit ihre Gültigkeit verlieren.
3. Keine Zulassung von Fremdwörtern aus anderen Sprachen, welche die katalanischen Wörter ersetzen oder es ihnen unmöglich machen, neue zu schaffen.
4. Eingliederung technischer Wörter, vorher katalanisiert, griechisch-lateinischer Herkunft und universeller Reichweite

### Die letzten Jahre
Pompeu Fabra überschritt am 31. Januar 1939 die französisch-spanische Grenze, fünf Tage nachdem General Francos Truppen in Barcelona einmarschiert waren. Dann machte er eine lange Wallfahrt mit Aufenthalten in Paris, Montpellier, Perpignan und schließlich Prada de Conflent, dort starb er am 25. Dezember 1948 in der Marxants-Straße 15. Zwischen dem 14. September 1945 und dem 22. Januar 1948 war er Minister im Exil. In den letzten Jahren seines Lebens arbeitete er trotz widriger Umstände weiter und beendete eine neue katalanische Grammatik, die 1956 von Joan Coromines posthum veröffentlicht wurde.

## Würdigungen
- Eine Allee des Stadtviertels „La Salut“ in Barcelona wurde 1980 nach ihm benannt, wo er geboren und aufgewachsen war.
- Am 18. Juni 1990 gründete die katalanische Regierung die Universität Pompeu Fabra, mit der sie seine Verdienste würdigte. Die Universität organisiert verschiedene Events, um den Studenten Fabra näherzubringen.
- Ein Platz und eine U-Bahn-Station in Badalona (wo er fast 30 Jahre lebte) tragen seinen Namen.
- Die Pompeu-Fabra-Allee (Palafrugell)
- Der Pompeu-Fabra-Platz im Namensverzeichnis von Sabadell.
- Auf Vorschlag verschiedener Vereinigungen schrieb die Stadt Badalona 1935 den Pompeu-Fabra-Preis aus.
- Seit Juli 2010 fährt die Linie 2 der U-Bahn Barcelonas bis zur Station Badalona-Pompeu Fabra.
- 2018: Fabra-Jahr. Anlässlich seines 150. Geburtstages und der Veröffentlichung der katalanischen Grammatik vor 100 Jahren widmete die katalanische Regierung Pompeu Fabra das Jahr 2018.

## Literarisches Erbe
Während seiner Zeit in Bilbao, wohin er 1902 zog, verfasste er „Die Grammatik der katalanischen Sprache“ (1912). In Badalona setzte sich das Institut für katalanische Studien (IEC) dafür ein, dass Fabras Werk „Die Rechtschreibung der katalanischen Sprache“ berücksichtigt wird. Es zeigt einen grundlegenden Teil der Rechtschreibregeln, die die Gruppe L’Avenç verteidigte. Sie waren die Grundlage für die Zusammenstellung des orthographischen Wörterbuches, die unter seiner Leitung (1917) erfolgte. Während seiner Zeit in Badalona veröffentlichte Fabra 1918 im Auftrag des Institutes für katalanische Studien „Die katalanische Grammatik“, welche vom IEC offiziell anerkannt wurde. Er selbst verfasste während seines Zeitraums in Badalona den berühmten „Kurs der katalanischen Grammatik“ (Curs mitjà de la gramàtica catalana), der von der Vereinigung zum Schutz der katalanischen Bildung veröffentlicht wurde (1918).
In Badalona erarbeitete Pompeu Fabra sein wichtigstes und berühmtestes Werk: das „Allgemeine Wörterbuch der katalanischen Sprache“. In dieses Wörterbuch wurden zweifellos Wörter aus Badalona (badiu, micaco...) aufgenommen. Aufgrund dessen wird Fabra Badalonas Adoptivkind genannt und wurde mit der Medaille der Stadt geehrt. Die Medaille wurde von der Stadt als höchste Auszeichnung für jene Bürger gestiftet, die mit ihren Taten, Talenten und Tugenden zu Ehre und Wertschätzung der Stadt beigetragen haben. Die Medaille wird auch denjenigen mit moralischem und intellektuellem Wert verliehen und würdigt literarische, wirtschaftliche, künstlerische und heldenhafte Verdienste.
1939 verließ er Badalona und verbrachte den Sommer in Sant Feliu de Codines, von wo aus er ins Exil nach Frankreich ging. Er wohnte in Paris, Montpellier und Perpignan und ließ sich letztendlich in Prades nieder, wo er 1948 verstarb und begraben wurde. Während seiner letzten Lebensjahre setzte er sein philologisches Werk fort. „Die katalanische Grammatik“ wurde 1956 posthum veröffentlicht.

## Sportliche Leitfigur
Fabra widmete sich sein Leben lang dem sogenannten Forschungswandern und war seit 1891 Mitglied des Wandervereins Centre Excursionista de Catalunya. Er unternahm Exkursionen zur Erforschung der katalanischen Geografie und Aufenthalte in Sommerlagern in den Pyrenäen während derer er die bekanntesten Berge bestieg. Er wurde zum Vorsitzenden des Tennisvereins Associació de Lawn Tennis (heute Federació Catalana de Tennis) gewählt und wurde 1933 erster Vorsitzender der neu gegründeten Sportvereinigung Unió Catalana de Federacions Esportives. Außerdem gehörte er zur Tennis-Abteilung des FC Barcelona. Fabra betrachtete Sport als unentbehrlich sowohl für die persönliche Entwicklung als auch für den Ausdruck der katalanischen Nation. Er spielte oft mit seiner Tochter Carola in den Tennisanlagen der Cros-Fabrik in Badalona Tennis.
In einer Reportage sprach Fabra über die Wichtigkeit des Tennis in Katalonien und betonte, dass „Tennis heute sehr wichtig in Katalonien sei. Unser Land ist eines der Tenniszentren der Halbinsel. Die anderen sind in Madrid, im Baskenland, in Huelva und beginnen sich nun auch in anderen Städten auszubreiten. Tennis hat in Katalonien einen erheblichen Grad an Wichtigkeit und Prestige erreicht, nicht nur wegen der vielen Tennis-Spieler, sondern auch wegen ihres Niveaus, welches das der Besten von anderswo übersteigt.“
Als Vorsitzender der Unió Catalana de Federacions Esportives wurde Fabra in der Zeit der zweiten spanischen Republik zur Leitfigur des katalanischen Sports, bis er sein Engagement aufgrund des beginnenden Bürgerkrieges aufgab.

## Gesamtwerk
Die gesammelten Werke Obres completes Pompeu Fabras sind das Ergebnis eines Forschungsprojekts, das aus einer 2002 unterzeichneten Kooperationsvereinbarung zwischen den Regierungen von Katalonien und den Balearen sowie dem Institut für katalanische Studien (IEC) hervorgegangen ist. Die neun Bände dieses Gesamtwerkes vereinen sowohl Teile der wesentlichen Bibliographie Fabras als auch übersehene und sogar unveröffentlichte Schriftstücke. Einige Beispiele hierfür sind Mitschriften, die Fabra-Studenten in seinen Vorlesungen bzw. Kursen gemacht haben. Diese zeigen Inhalte, die nicht in den Werken des Linguisten zu sehen sind oder frühzeitige grammatikalische Ansätze, die später in seinen Werken umgesetzt wurden.
Der erste Band umfasst die drei ersten Grammatiken von 1891, 1898 und 1912; im zweiten finden sich die fünf Grammatikbücher, die zwischen 1918 und 1946 veröffentlicht wurden, sowie zahlreiche mündliche Kurse; der dritte enthält die französische Grammatik von 1919 sowie die englische von 1924 und eine Reihe von Fachartikeln, die zwischen 1887 und 1926 veröffentlicht wurden; der vierte umfasst linguistische Handbücher aus dem Barcino-Verlag und das Rechtschreibwerk Fabras: Tractat d’ortografia (1904), Normes ortogràfiques (1913) und Diccionari ortogràfic (1917–1937). Der fünfte Band beinhaltet das Wörterbuch Diccionari general de la llengua catalana (1932); der sechste umfasst die Grammatikbücher 1917–1933, die katalanische Grammatik von 1946 und die posthum veröffentlichte Grammatik von 1956 sowie von Fabra übersetzte Theaterstücke. Der siebte Band enthält die Kurzschriftsammlung Converses filològiques; der achte eine Sammlung von Fabras Briefen und den Fernsprachkurs Curs de llengua catalana per correspondència. Schließlich umfasst der neunte Band Texte und Dokumente Fabras aus verschiedenen Veröffentlichungen, einen allgemeinen Lebenslauf und eine Bibliographie über das Werk und die Person Fabras. Seit März 2018 steht sein Gesamtwerk in digitalisierter Form auf der Internetseite Portal Pompeu Fabra zur Verfügung.

## Erbe von Badalona
Die Stadt Badalona widmete Fabra aufgrund der engen Verbindung mit ihm einige öffentliche Orte. Vom 20. Oktober bis 20. November 2010 gab es beispielsweise eine dem „Sprachingenieur“ gewidmete Ausstellung in der örtlichen Kultureinrichtung Espai Betúlia. Pompeu Fabra, una llengua per a tot i tothom („Pompeu Fabra, eine Sprache für alles und für alle“) verbindet die drei Worte Sprache, Fabra und Badalona mit dem Ziel, jedem von ihnen die gleiche Wichtigkeit zuzuschreiben.
Andere erwähnenswerte Orte sind das Monument von Òmnium Cultural für Pompeu Fabra anlässlich der 17. Pompeu-Fabra-Festtage. Diese sind ein weiteres Beispiel für den Wunsch der Bürger von Badalona nach Anerkennung Fabras, für den Respekt, den sein Werk genießt und für die Erinnerung, die Pompeu Fabra der Stadt hinterließ.
Mit dem Ausbau der U-Bahn-Linie 2 (L2) bis nach Badalona und der Umgestaltung des Hauptplatzes, wo sich die U-Bahn-Ausgänge befinden, bekräftigte ein Großteil der badalonischen Bevölkerung erneut den Willen, Fabra zu ehren, indem sowohl die U-Bahn-Station als auch der neue Hauptplatz der Gemeinde nach ihm benannt wurden.
Durch die Zusammenarbeit der Institutionen, aber insbesondere auch durch den gesellschaftlichen Druck, tragen die U-Bahn-Station und der Platz heutzutage den Namen „Pompeu Fabra“. Auch andere Städte widmen dem Sprachwissenschaftler öffentliche
Orte, so zum Beispiel die Stadt Sabadell mit einem Platz oder die Stadt Palafrugell mit einer nach Fabra benannten Straße.
Heutzutage findet man eine Gedenktafel, die das Rathaus von Badalona 2010 gestellte und an den letzten Wohnsitz von Fabra in der Stadt erinnert. An dem Haus in Badalona, in dem Fabra die letzten Jahre seines Lebens verbrachte, befindet sich seit 2010 eine Gedenktafel der Regierung von Badalona.
Das Institut für katalanische Studien widmet Fabra als einem der sieben Gründer seiner sprachwissenschaftlichen Abteilung im Jahre 1911 Projekte und Kulturräume. Es gibt zum Beispiel die Sammlung Espai Pompeu Fabra, die eine Auswahl von Materialien beinhaltet, die aus dem Institut selbst stammen und mit Fabra in Verbindung stehen. Sie dokumentieren Fabras Verbindung zur Einrichtung und seine wertvollen Beiträge zur katalanischen Sprache. Eine weitere Sammlung ist die Fons Pompeu Fabra von Jordi Mir, die aus 1.535 gedruckten Dokumenten besteht. All dieses Material wird im Institut für katalanische Studien katalogisiert und verwaltet.

## Werke (Auswahl)
- Contribució a la gramàtica de la llengua catalana (1898)
- Gramática de la lengua catalana (1912)
- Normes ortogràfiques (1913)
- Gramàtica catalana (1918)
- Diccionari general de la llengua catalana (1932)
- Miscel·lània Fabra (1943)
- Obres completes, 9 Bde., Barcelona/València/Palma 2005–2013
  - 1. Gramàtiques de 1891, 1898, 1912
  - 2. Sil•labari. Gramàtiques de 1918 (curs mitjà), 1928, 1929, 1941. Cursos orals
  - 3. Articles erudits. Gramàtiques francesa i anglesa
  - 4. Obra ortogràfica. Manuals divulgatius (1925–1926)
  - 5. Diccionari general de la llengua catalana
  - 6. Gramàtiques de 1918–1933, 1956, 1946. Traduccions de teatre
  - 7. Converses filològiques
  - 8. Epistolari; Curs de llengua catalana per correspondència
  - 9. Textos i materials. Cronologia general. Recepió de l'obra i la figura